# Быково (Волгоградская область)
Бы́ково — рабочий посёлок Волгоградской области России, административный центр Быковского района и Быковского городского поселения.

## География
Расположен в 160 км от Волгограда на левом берегу Волгоградского водохранилища, в 46 км к югу от железнодорожной станции в городе Камышин.

## Название
Ойконим (название населённого пункта) восходит к фамилии братьев-первопоселенцев Быковых 

## История
Основано в 1784 году братьями Быковыми — Андреем и Василием, которые организованно переселились из бывшей станицы волжских казаков Караваинки Царицынского уезда той же Саратовской губернии. Если они не были волжскими казаками, которых переселяли в это время на Кавказ, то они вполне могли быть беглыми крестьянами из Центральной России, которых жило немало среди казаков, помогая тем в сельскохозяйственных работах. С отъездом казаков они потеряли прикрытие своей нелегальности жительства на правом берегу р. Волги, а на левом берегу они надеялись затеряться в займище, на землях, богатых травами, и организовали хутора, названные по их фамилии — Быковы.
С 1798 года в связи с упорядочением добычи поваренной соли на озере Эльтон началось активное переселение на хутора государственных крестьян соседних губерний.
К середине XIX века в селе было волостное правление, училище, пожарный обоз, две церкви, хлебный магазин, 12 торговых лавок, два питейных заведения, водочный склад, кирпичный завод, маслобойное заведение, 5 кузниц и 58 ветряных мельниц. Во время навигации у Быковых хуторов на Волге ставили пристань, на которой грузили суда зерновым хлебом и арбузами.
На отдельном пирсе, расположенном севернее основного поселка, грузили соль; в настоящее время из-за переноса Быково на новое место, мелководный залив (балка) оказался в черте населённого пункта (т. н. Соляная балка или «Солянка»).
В начале 1918 года в селе Быково была установлена советская власть.
Большой толчок получило развитие этого района с началом промышленного выращивания арбузов в начале 19-го века. Поначалу в окрестностях Быковых хуторов их выращивали исключительно в хозяйственных целях. В 50-е годы 19-го века крестьяне Горлов и Толочков первыми расширили свои посевы и стали сбывать арбузы в крупные северные города, расположенные на Волге. В своем труде «Развитие капитализма в России» В. И. Ленин писал: «На юге России к виду торгового земледелия относится также промышленное бахчеводство. Возникло оно в селе Быкове (Царевского уезда Астраханской губ.) в конце 60-х и начале 70-х годов. Продукт, шедший сначала лишь в Поволжье, направился с проведением железных дорог в столицы…».
Цены на диковинное лакомство были высокими — за 100 штук арбузов давали 15 рублей. Через 10 лет вокруг Быковых хуторов существовали уже значительные плантации арбузов которые стокилометровой полосой тянулись по обеим сторонам Волги от Царицына до Камышина, удаляясь вглубь от реки не более чем на 20 км.
К 1930-м годам в Сталинградской губернии бахчевыми занималась площадь в 53,3 тыс. га. Общая масса арбузов, вывозимых с территории Сталинградского, Камышинского и Николаевского уездов, доходила до 25-30 тыс. тонн. Перед продажей и отправкой арбузы сортировали не по массе, а по длине окружности плода, и они имели такие фракции: «аршинник», «безвершковый», «половинник», «вершковый», «тройник», «беспалый». Основная масса отправлялась вверх по Волге. Только в Быково в течение дня в разгар сезона грузилось до 10-12 барж в каждую из которых помещалось до 100 тыс. штук арбузов.
С 1926 года начались селекционные опыты с бахчевыми культурами на землях Быковского сельскохозяйственного техникума.
В октябре 1930 года на землях Быковского сельскохозяйственного питомника была создана Быковская зональная селекционная опытная станция бахчеводства. Ведущими специалистами стали селекционеры Дмитрий Григорьевич Холодов и его жена Мария Семеновна Волкова. Они впервые начали применять метод межсортовой гибридизации. В те годы генетика была запрещена, и это не замедлило сказаться жизни бахчеводов. В 30-е годы были арестованы 8 человек — основные научные сотрудники и главный бухгалтер селекционной станции, работа по селекции бахчевых остановилась.
В конце 1944 года для помощи в восстановлении нормальной работы станции, в Быково были направлены несколько выпускников Плодоовощного института им. И. В. Мичурина. В их числе Клавдия Павловна Синча (автор наиболее известного сорта арбузов — «Холодок»).
Уже весной 1945 г. К. П. Синча высевает первые 100 образцов арбузов, что знаменует возвращение селекционеров к активной работе.
Всего с 1930-го по 2010 год было выведено и передано в производство более полусотни сортов арбуза. Сорта, выведенные на Быковской опытной станции, имеют 33 медали, из которых 16 золотых, 7 серебряных и 10 бронзовых, полученных в России и за рубежом.
В 1953 году, в 3 километрах от
Быково обнаружены останки древнего поселения имеющего отношение к Срубной культуре середины 2 тыс. — начала 1 тыс. до н. э. Раскопки показали, что в 4 веке до н. э. у поселка жили сарматы.
В 1950—1960-е годы вокруг Быково была создана обширная система оросительных каналов позволившая обеспечить водой значительные посевные площади, которые в настоящее время заняты зерновыми и плодоовощными культурами. В 1990—2000-е годы оросительная система пришла в упадок, большая часть земель перешла в частную собственность.
На текущий момент арбузный промысел составляет важную часть местной экономики, но с каждым годом растёт конкуренция с астраханскими и дагестанскими бахчеводами; в Быково действует мельничный комбинат, зернохранилища и хлебный порт, из которого ежегодно отгружаются зерновые грузы.

## Население
| 1859 | 1897 | 1904 | 1914 | 1939 |
| ---- | ---- | ---- | ---- | ---- |
| 1920 | 6400 | 5173 | 6875 | 6116 |

| 1959  | 1970  | 1979  | 1989  | 2002  | 2009  | 2010  |
| ----- | ----- | ----- | ----- | ----- | ----- | ----- |
| 4900  | ↗6775 | ↗7444 | ↗7827 | ↗8250 | ↗8440 | ↘7719 |
| 2012  | 2013  | 2014  | 2015  | 2016  | 2017  | 2018  |
| ↗7796 | ↗7800 | ↗7866 | ↘7826 | ↘7746 | ↘7650 | ↘7502 |
| 2019  | 2020  | 2021  |       |       |       |       |
| ↘7357 | ↘7246 | ↘7142 |       |       |       |       |

## Известные люди
- Иван Яковлевич Егоров — советский писатель, член Союза писателей СССР.
- Михаил Луконин — советский поэт.
- Евгений Иванович Ташков — советский и российский режиссёр, сценарист, актёр; заслуженный деятель искусств РСФСР (1980), Народный артист Российской Федерации (1995).
- Арефьев Сергей Анатольевич — Герой Российской Федерации (1993).

## Инфраструктура

### Культура

Памятник ликвидаторам аварии на Чернобыльской АЭС

- районный Дом культуры имени М. К. Луконина, ДК «Строитель», краеведческий музей.

### Образование
Быковский аграрный техникум, высшее учебное заведение — филиал Современной гуманитарной академии, средние общеобразовательные школы (№ 1, 3), спортивная школа, школа искусств.

### Спорт
- Футбольный клуб «Колос»

## Достопримечательности
- Памятник ликвидаторам аварии на Чернобыльской АЭС, созданный по инициативе быковского отделения всероссийской общественной организации «Союз „Чернобыль“», открыт 24 августа 2007 года[27]. Автором проекта памятника стал главный архитектор Быковского района Анатолий Михайлович Югрин[28]. В годовщину аварии у памятника проводятся торжественные митинги, зачитываются имена 24 жителей Быковского района, принимавших участие в ликвидации последствий аварии[29][30]. По состоянию на апрель 2021 года, в Быковском районе состояли на учёте 5 инвалидов вследствие катастрофы на Чернобыльской АЭС и 7 участников ликвидации её последствий[31].

- Бюст Николая Камитовича Амбетова, погибшего 1 марта 2000 года в районе Аргунского ущелья в ходе Второй чеченской войны[32].

## Транспорт
Ближайшие железнодорожные станции в городах Камышин, Волжский и Палласовка.